# Chiesa di Santa Maria Maddalena (Galliera Veneta)
La chiesa di Santa Maria Maddalena è la parrocchiale di Galliera Veneta, in provincia di Padova e diocesi di Treviso; fa parte del vicariato di Castello di Godego.

## Storia

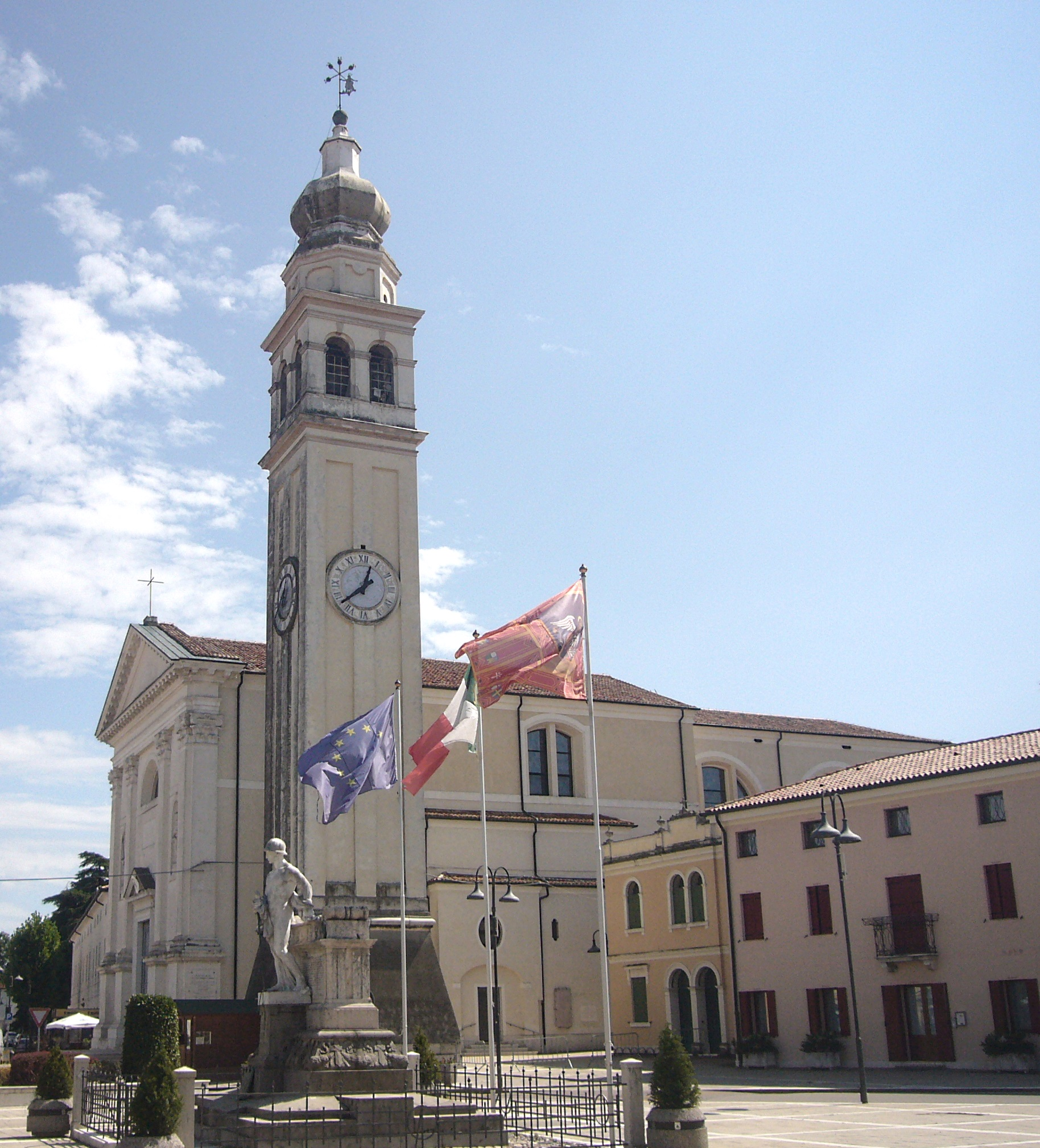
La chiesa e il campanile

L'originaria chiesa di Galliera Veneta sorse nel tardo Medio Evo, per poi venir demolita all'inizio del XVIII secolo.
La prima pietra della nuova parrocchiale fu posta nel 1720; l'edificio, disegnato da Giorgio Massari, venne consacrato il 13 marzo 1754, mentre la facciata fu realizzata nel 1824.
Nel 1875 venne condotto su progetto dell'ingegner Sartori un ampliamento, in occasione del quale fu costruito un ambiente annesso al presbiterio; la chiesa venne nuovamente ingrandita nel 1925, allorché si aumentò la profondità del presbiterio.
Il campanile fu restaurato nel 1992, mentre la chiesa venne interessata da alcuni interventi di ristrutturazione nei primi anni 2000.

## Descrizione

### Esterno
La facciata a capanna della chiesa, che volge a settentrione, è tripartita da quattro paraste corinzie, poggianti su un alto zoccolo e sorreggenti il fregio liscio e il frontone dentellato, e presenta al centro il portale d'ingresso timpanato e una finestra di forma semicircolare, mentre ai lati si aprono due nicchie ospitanti le statue raffiguranti i Santi Giovanni Battista e Giacomo.
Vicino alla parrocchiale sorge il campanile a base quadrata, che s'erge sul basamento a scarpa; la cella presenta una bifora per lato ed è coperta dalla cupola a cipolla poggiante sul tamburo.

### Interno
L'interno dell'edificio si compone di un'unica navata a pianta rettangolare, sulla quale si aprono quattro cappelle laterali e le cui pareti sono scandite da lesene corinzie sorreggenti la cornice sopra cui s'imposta la volta; al termine dell'aula si sviluppa il presbiterio, a sua volta chiuso dall'abside.
Qui sono conservate diverse opere di pregio, tra le quali l'affresco del soffitto della navata raffigurante la Gloria di Santa Maria Maddalena penitente e quello del presbiterio ritraente il Trionfo dell'Eucaristia tra voli di Cherubini, entrambi eseguiti dalla scuola di Giambattista Canal, l'altare maggiore, costruito da Giuseppe Bernardi, che scolpì anche le statue che rappresentano San Valentino prete, la Crocefissione con i Santi Rocco e Domenico, Sant'Antonio da Padova e Santa Maria Maddalena, il tabernacolo, realizzato da Pasino Canova, e la pala con soggetto San Giovanni Battista, dipinta da Domenico Pellegrini.